# アルタナ
アルタナ（ ALTANA AG ）は、ヴェーゼルに本社を置くドイツの化学会社である。

## 沿革
- 1873年、Dr. Heinrich Byk Chemische Fabrik として創業した。
- 1917年 Leipziger Farbwerke Paul Gulden & Co. と合併、 BYK-Guldenwerke Chemische Fabrik AGに改名
- 1931年 BYK-Gulden Lomberg に改名
- 1941年 Akkumulatoren-Fabrik AG（AFA、1862年にファルタへ改名）を保有するギュンター・クヴァントに買収される。
- 1943年 戦後被害が少なかったコンスタンツにあるドイツ銀行に預けた重要文書などが残っていたため存続可能であったが、会社施設の大部分を戦火で破壊された。戦後、コンスタンツを拠点にBYK-Guldenと社名を変更した。
- 1977年 ファルタからスピンアウトし、ALTANA AG に改名
- 1980年 BYK-Chemie Japan（ビックケミー・ジャパン）を開設
- 2006年 製薬会社ナイコメッドへ医薬部門を売却

## 部門
- BYK - 製品表面の保護塗料・コーディング剤添加剤および計器
- Eckart（エカルト）　-メタリック顔料および金属印刷インキ
- Elantas - 電気および電子産業用の絶縁材料
- Actega - 包装産業用のコーティングおよびシーラントコンパウンド

元
- 医薬部門は製薬会社ナイコメッドへ売却